# Vollen (Asker)
Vollen este o localitate din comuna Asker, provincia Akershus, Norvegia.